# Francisca Aguirre Benito
Francisca Aguirre Benito   (Alacant, 27 d'octubre de 1930 - Madrid, 13 d'abril de 2019) fou una poetessa i narradora valenciana. Va ser nomenada filla predilecta d'Alacant.

## Biografia
Fou filla del pintor Lorenzo Aguirre, a qui li va dedicar el poemari Trescientos escalones, i que va ser condemnat a mort pel règim dictatorial franquista. Va estar casada amb el poeta Félix Grande Lara (1937-2014) i fou mare de la també poetessa Guadalupe Grande Aguirre.
La seva poesia ha estat traduïda a l'anglès, francès, italià, portuguès i valencià. El seu primer poemari, premi de poesia Leopoldo Panero, va ser Ítaca, publicat quan l'autora comptava amb 42 anys. Des de llavors, i amb l'excepció de la dècada dels vuitanta, l'autora va continuar publicant la seva obra de manera ininterrompuda.
Guanyà el Premi Nacional de Poesia en 2011 amb el seu poemari Historia de una anatomía (2010), llibre amb el qual ja va guanyar el premi Miguel Hernández el 2010.

## Singularitat de la poeta dins de la seva generació
Encara que la poeta pertanyé per data de naixement a la generació del 50 (Jaime Gil de Biedma i José Ángel Valente neixen en 1929, Francisco Brines en 1932 o Claudio Rodríguez en 1934) la veritat és que la tardana publicació del seu primer poemari va suposar que el seu nom es veiés apartat de les antologies de la seva generació i que només fins fa poc el seu reconeixement com a poeta hagi crescut significativament. Com la mateixa autora va dir “considero que pertanyo a aquesta Generació del 98 pacient, sense presses, que com explicava Antonio Machado, pensava que l'art és llarg i a més no importa, perquè l'única cosa important és la vida”.

## Premis
- Premi Leopoldo Panero, 1971
- Premi Ciutat d'Irun, 1976
- Premi Galiana, 1994
- Premi Esquío, 1995
- Premi María Isabel Fernández Simal, 1998
- Premi de la crítica valenciana al conjunt de la seva obra, 2001
- Premi Alfons el Magnànim, 2007
- Premi Internacional Miguel Hernández, 2010
- Premio Nacional de Poesía, 2011.[2]

## Poètica
Com la pròpia poeta declarà, “la poesia és una eina del coneixement i serveix per treure el que portem dins”.
En aquest sentit, des del punt de vista temàtic, la poesia de Francisca Aguirre es mou d'una banda com a testimoni del món en el qual viu: “Si l'artista no accepta un principi de realitat està perdut. Per modificar-la és necessari que prèviament l'acceptem. Al llarg de tots els meus llibres jo he intentat això: donar notícia de la meva història”. D'altra banda, la reflexió, d'un marcat caràcter existencial, s'uneix umbilicalment a la seva mirada externa per conformar un univers propi, proteic, dual i alhora concentrat en un nucli en el qual la poesia és el rastre de la vida, el perenne.

## Poemaris
- Ítaca (Premi Leopoldo Panero 1971). Madrid: Cultura Hispánica, 1972.
- Los trescientos escalones (Premi Ciudad de Irun 1976), San Sebastián: Caja de Ahorros Provincial de Guipúzcoa, 1977.
- La otra música. Madrid: Ediciones Cultura Hispánica, 1978.
- Ensayo general (Premi Esquío 1995), Ferrol: Sociedad de Cultura Valle-Inclán, 1996.
- Pavana del desasosiego (Premi María Isabel Fernández Simal 1998). Madrid: Ediciones Torremozas, 1999.
- Ensayo general: poesía completa 1966-2000. Madrid: Calambur, 2000.
- Memoria arrodillada: antología. Valencia: Institució Alfons el Magnànim, 2002.
- La herida absurda. Madrid: Bartleby Editores, 2006.
- Nanas para dormir desperdicios (Premio Alfons el Magnànim). Madrid: Hiperión, 2008.
- Historia de una anatomía. (Premi Internacional Miguel Hernández-Comunidad Valenciana, Premio Nacional de Poesía, 2011). Madrid: Hiperion, 2010.
- Conversaciones con mi animal de compañía. Madrid: Ed. Rilke, 2012.

## Prosa
- Espejito, espejito. Llibre de records, Universidad Popular José Hierro, San Sebastián de los Reyes, Madrid, 1995.
- Que planche Rosa Luxemburgo. Relatos, (Premi “Galiana”, 1994), Germania, Alzira, província de València, 2002.